# Shikoku
Shikoku (四国? lett. "quattro paesi") è una delle otto regioni del Giappone, situata direttamente a sud della regione del Chūgoku (sull'isola principale dell'arcipelago nipponico, Honshū) e a est dell'isola di Kyūshū. È la più piccola e meno popolosa tra le quattro maggiori isole che compongono l'arcipelago giapponese.
Shikoku letteralmente significa quattro province (shi=quattro, koku=paesi), che nell'antichità erano: Sanuki 讃岐, Awa, 阿波, Iyo 伊予, e Tosa 土佐. Dall'era Meiji (1862) queste sono diventate prefetture. Oggi si chiamano Kagawa 香川, Tokushima 徳島, Ehime 愛媛 e Kōchi 高知.

## Geografia

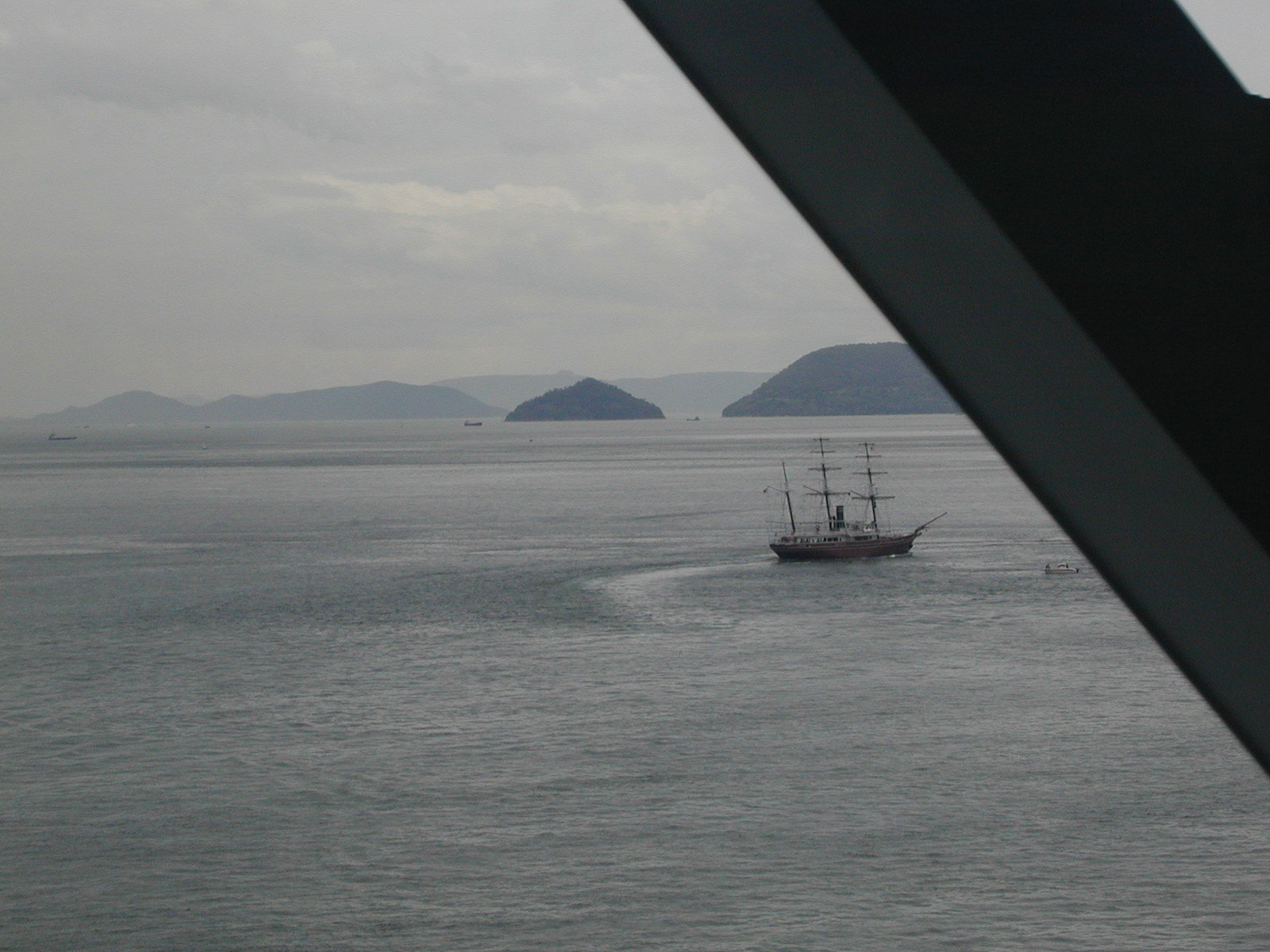
Panorama dal ponte Seto Ohashi

Il monte Ishizuchi 石鎚, con i suoi 1982 metri, è la cima più elevata dell'isola.
Lo Shikoku è collegato allo Honshū da tre ponti. Sul ponte Seto Ōhashi 瀬戸大橋 ("il grande ponte di Seto"), terminato nel 1988, transita la ferrovia.
La maggioranza della popolazione (poco più di quattro milioni di abitanti) risiede nei capoluoghi delle quattro prefetture: Kōchi, Matsuyama, Tokushima, Takamatsu.

### Kōchi

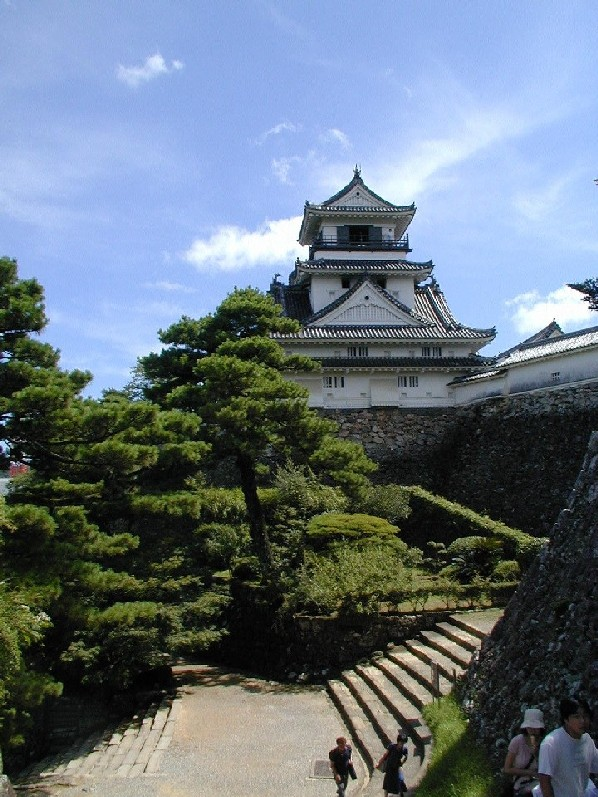
Il castello di Kochi

Kōchi è la città capoluogo della prefettura omonima (320 000 abitanti circa) situata alla foce del fiume Monobe, nella baia di Tosa. Notevole il castello che domina dall'alto.

### Matsuyama
Matsuyama, capoluogo della prefettura più orientale (Ehime), è anch'essa famosa per il castello e per le fonti termali (Dōgo Onsen 道後温泉) in cui tradizionalmente per secoli si sono bagnati nobili, persone comuni e anche, in stanze a loro riservate, l'imperatore e i membri della famiglia imperiale.

### Kotohira

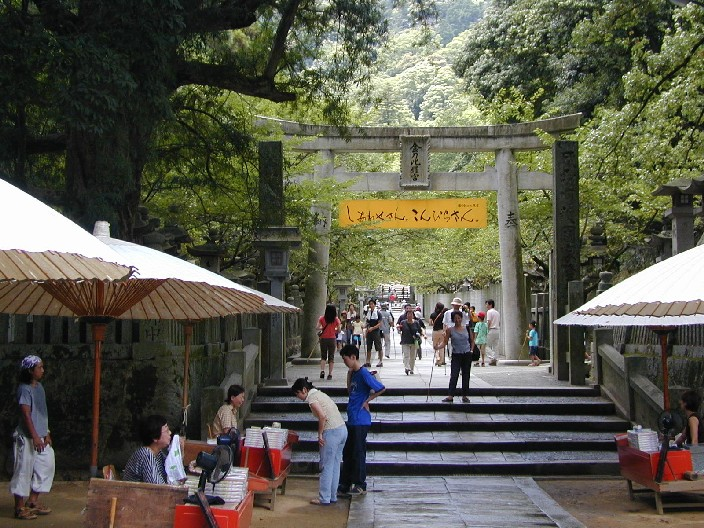
Konpira san, scalinata di accesso

Nei pressi di Kotohira 琴平 è interessante la serie di templi, edificati sul monte Konpira 金毘羅. Una lunga e imponente scalinata, fiancheggiata da migliaia di steli, conduce a un tempio dedicato ai viaggiatori nel quale è possibile vedere numerosi ex voto di varie epoche.

## Società
Lo Shikoku è sempre stato piuttosto isolato e quindi ha conservato più a lungo le caratteristiche originarie del Giappone soprattutto riguardo alla vegetazione e anche ad alcune tecniche costruttive.
Lo Shikoku ha moltissimi templi che erano tradizionalmente meta di pellegrinaggi buddhisti. Il pellegrinaggio di Shikoku consisteva nel giro degli 88 templi. Ancora oggi viene compiuto con tutti i mezzi. La tradizione vuole che il pellegrinaggio sia stato istituito da un antico monaco buddhista, Kūkai, originario dello Shikoku. Secondo la leggenda il monaco apparirebbe ancora oggi ai pellegrini.
Una delle più affascinanti descrizioni dello Shikoku "perduto" si deve ad Alex Kerr, uno scrittore statunitense che per molti anni, a partire dal 1970, ha vissuto in uno sperduto villaggio di montagna vicino Ōboke 大歩危.
Nella estremità sudoccidentale dello Shikoku si trova il parco nazionale Ashizuri-Uwakai (足摺宇和海国立公園 Ashizuri-Uwakai -kokuritsukōen).

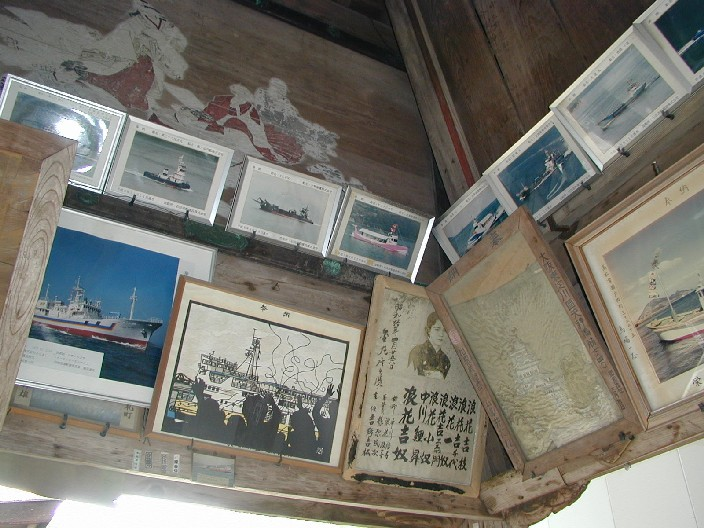
Ex voto di viaggiatori